# Tyrrhena Terra
La Tyrrhena Terra è una struttura geologica della superficie di Marte.